# Kaempferia rotunda
Kaempferia rotunda är en enhjärtbladig växtart som beskrevs av Carl von Linné. Kaempferia rotunda ingår i släktet Kaempferia och familjen Zingiberaceae. Inga underarter finns listade i Catalogue of Life.

## Bildgalleri

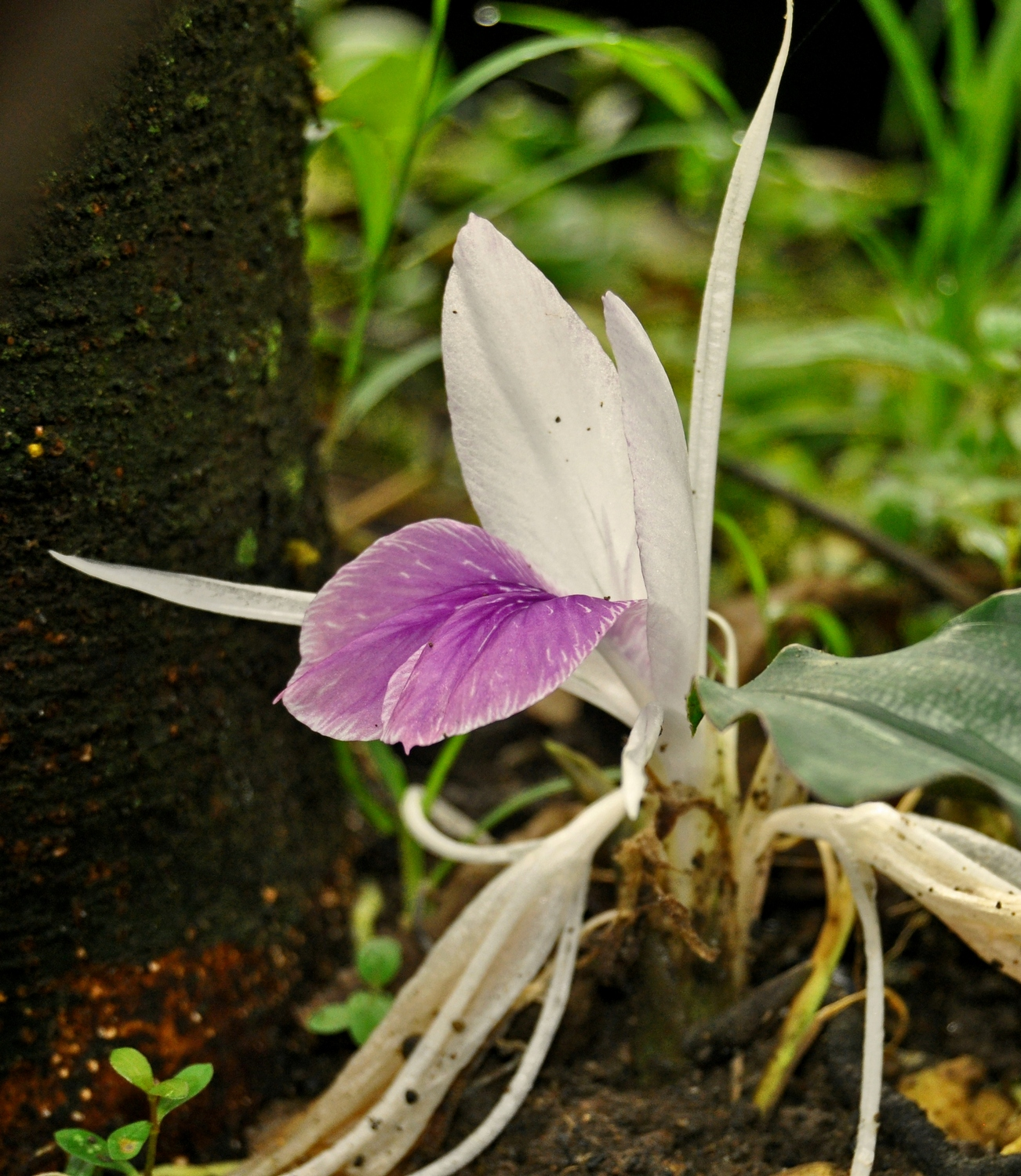
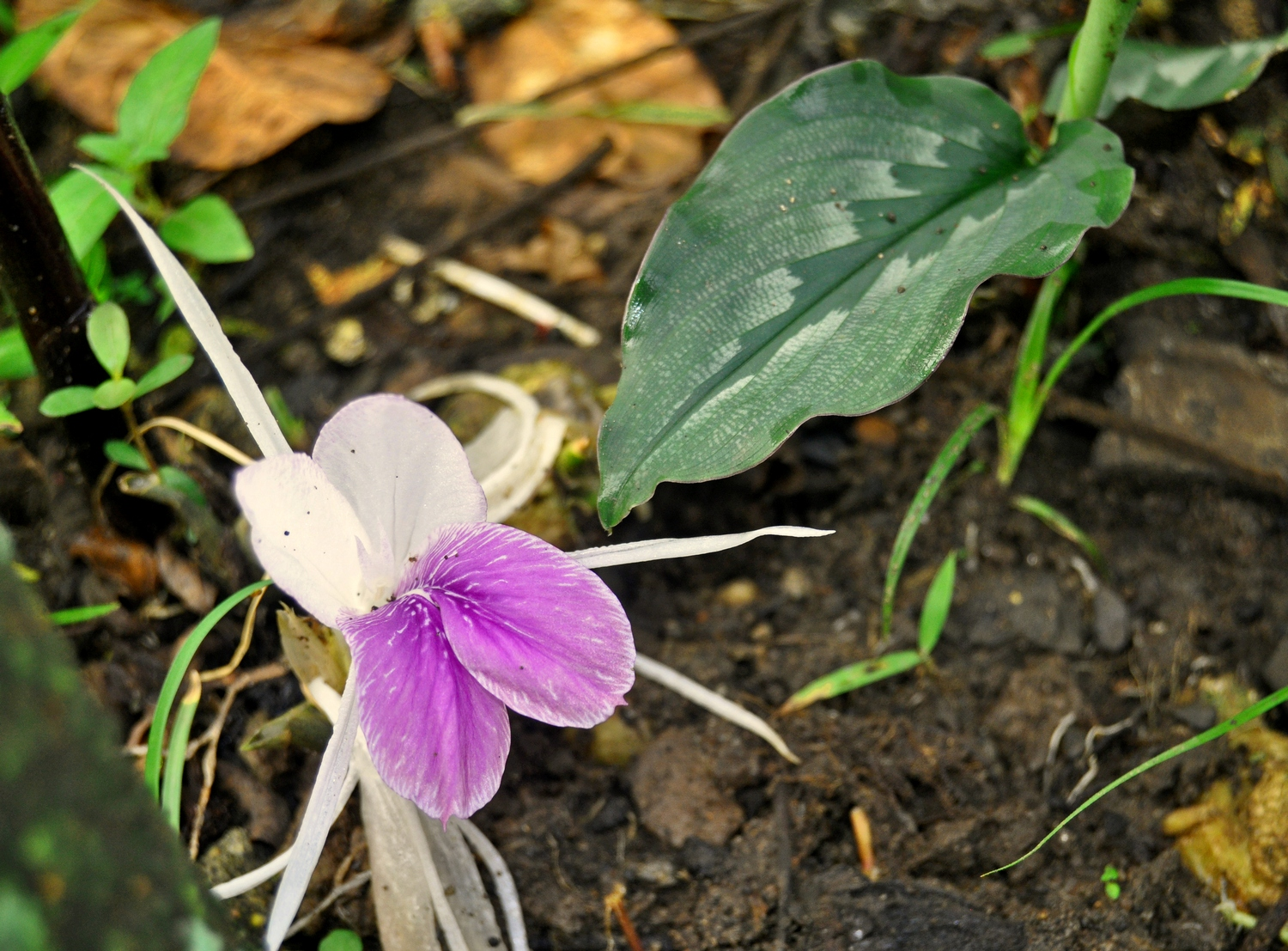
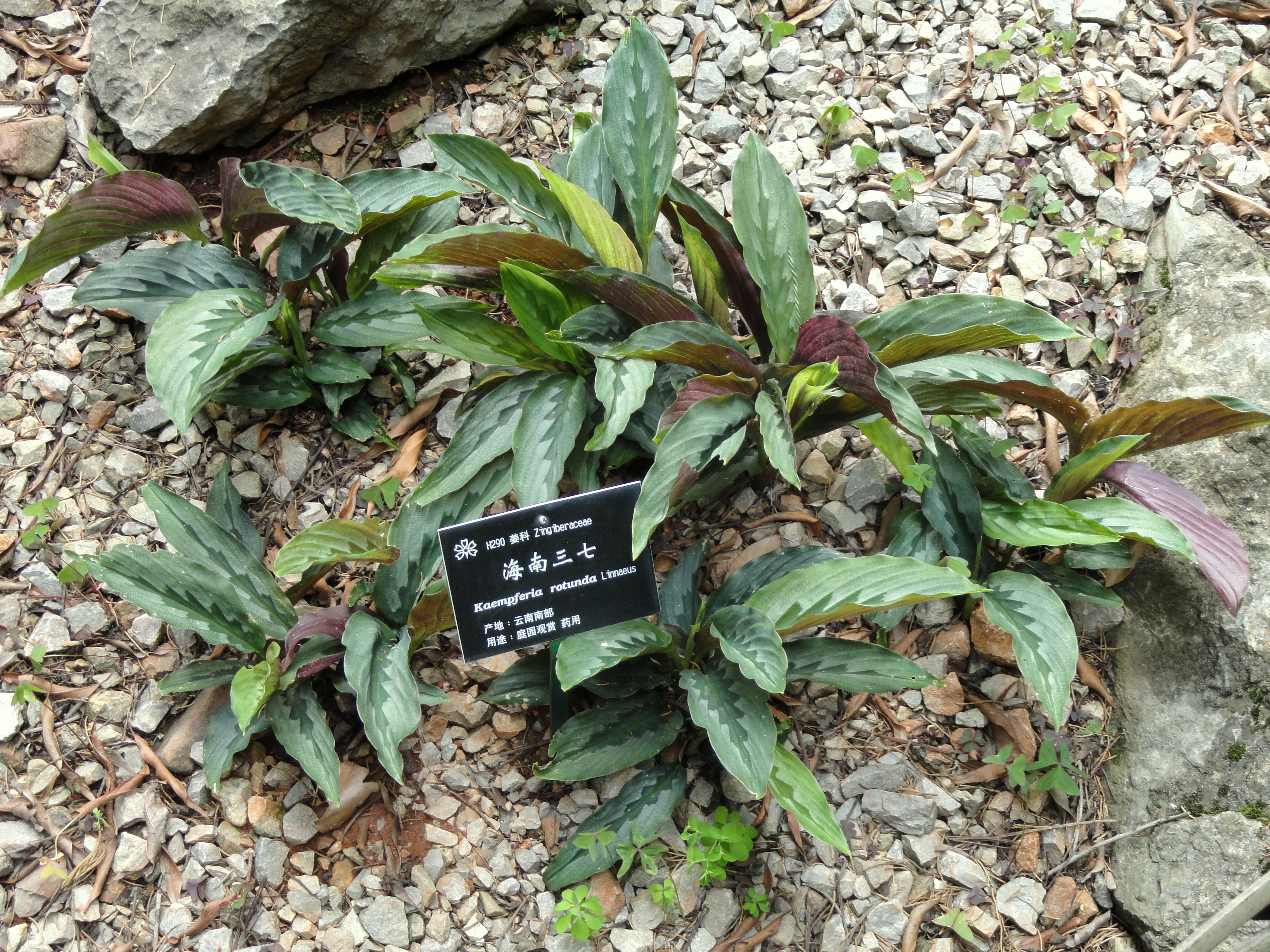
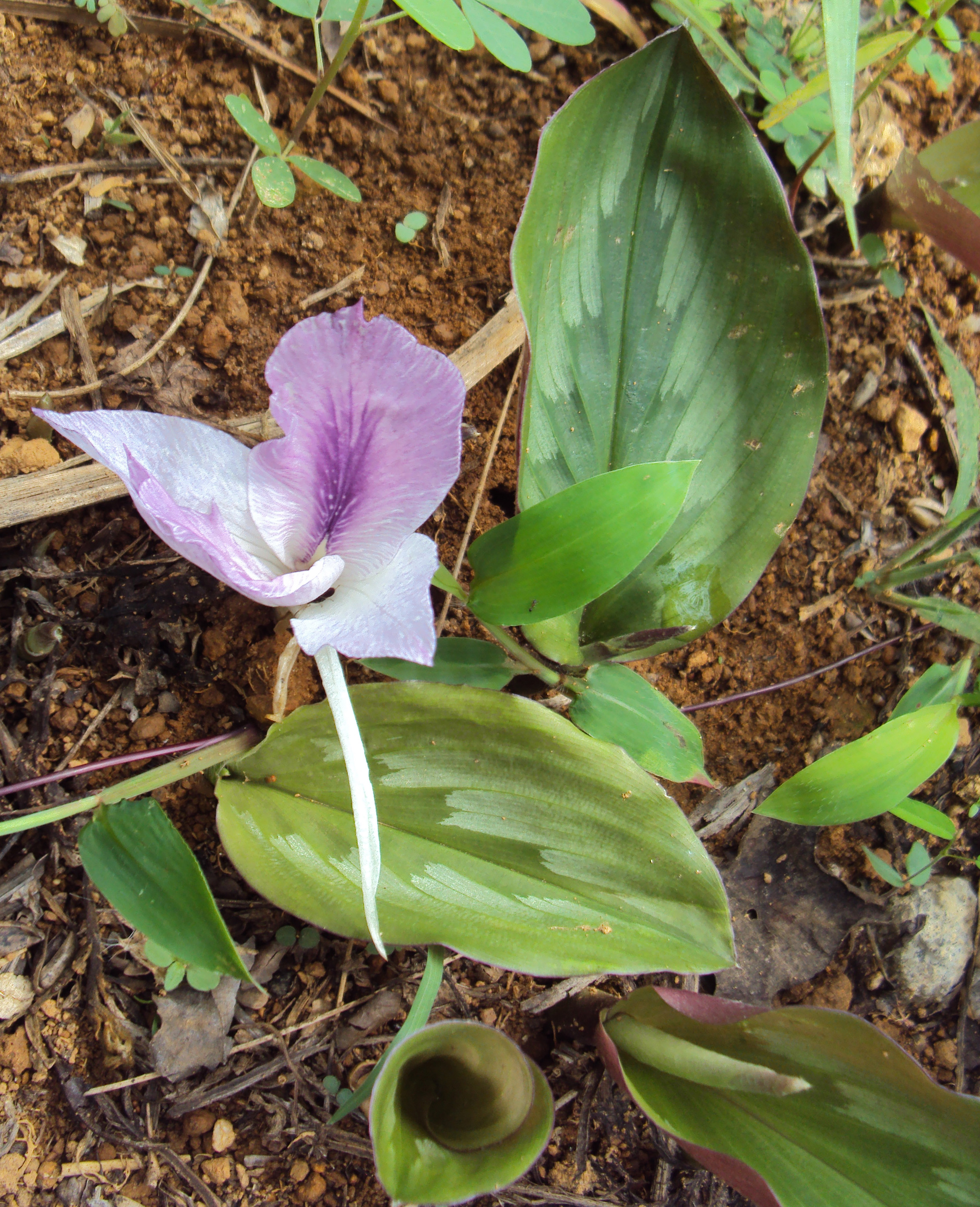
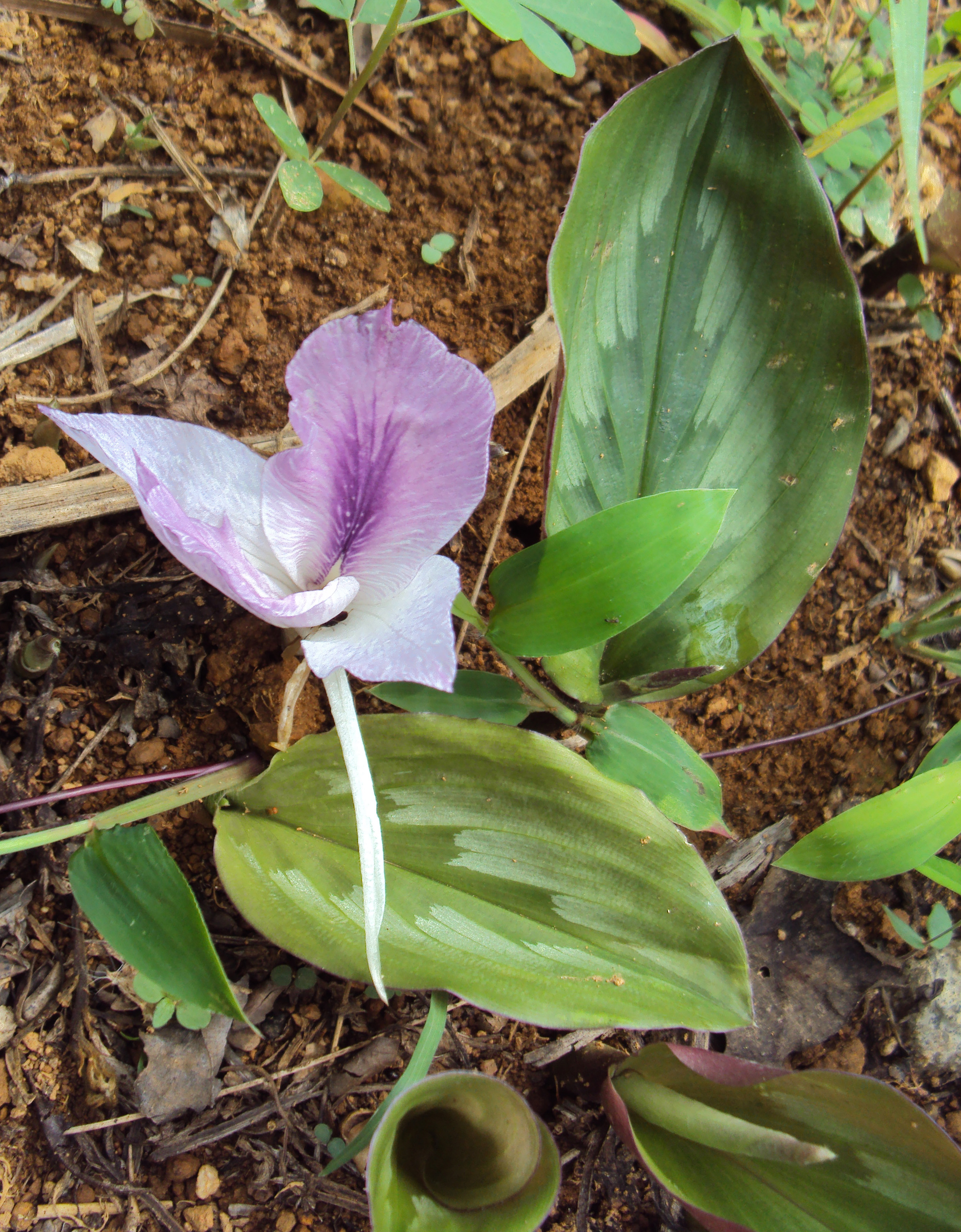